# Transbór
Transbór – wieś sołecka w Polsce położona w województwie mazowieckim, w powiecie mińskim, w gminie Latowicz.
Wieś królewska Trebiczbor położona była w drugiej połowie XVI wieku w powiecie garwolińskim  ziemi czerskiej województwa mazowieckiego.
W latach 1526–1795 wieś należała do starostwa latowickiego. W latach 1795–1809 – pod zaborem austriackim. Od 1809 r. w Księstwie Warszawskim, guberni warszawskiej, powiecie siennickim, a od 1866 r. w powiecie mińskim (od 1868 nazwa powiatu nowomiński). W latach 1870–1954 należała do gminy Wielgolas, w latach 1955-1972 – do Gromadzkiej Rady Narodowej w Wielgolesie, od 1972 r. należy do gminy Latowicz. W latach 1919–1939 była w granicach województwa warszawskiego, 1939-1945 w Generalnym Gubernatorstwie, 1946-1975 w województwie warszawskim, od 1975 r. do 1998 r. – w granicach województwa siedleckiego. Od 1999 r. znajduje się w województwie mazowieckim.
Wierni Kościoła rzymskokatolickiego należą do parafii Matki Bożej Różańcowej w Wielgolesie.

## Historia
Najstarsze ślady osadnictwa we wsi, to cmentarzysko grobów kloszowych i osada, datowane na okres lateński, zajmujące powierzchnię ok. 2 ha. Cmentarzysko odkryto w 1927 r., a odnalezione urny zabezpieczono dzięki ks. S.Antosiewiczowi i przekazano do Muzeum Archeologicznego w Warszawie. W latach 1946–1948 przeprowadzono ratownicze badania archeologiczne pod kierunkiem A.Kietlińskiej z Państwowego Muzeum Archeologicznego. Odnaleziono 130 grobów kloszowych, popielnicowych, jamowych, zbiorowych, obwarowanych i pod przykrywkami. 
Pierwsze wzmianki o wsi pojawiły się w 1516 r. pod nazwą „Trambiczbor”. W 1565 r. było tu 26 gospodarstw i karczma. W 1613 r. – 27 gospodarstw. 
Wieś została zniszczona podczas wojen szwedzkich i w 1660 r. było tylko 8 domów. Z 16 ½ włóki gruntów rolnych obsiano tylko 2 ½. 
W 1789 r. we wsi było 29 domów. W 1827 r. liczyła ona 43 domy i 273 mieszkańców. W połowie XIX w. po pożarze, wieś uległa rozproszeniu, powstały dzielnice: Milucin i Władymirskie. W 1880 r. Transbór liczył 74 domy i 450 mieszkańców, Milucin – 27 domów i 160 mieszkańców, Władymirskie – 20 domów i 120 mieszkańców. 
W 1910 r. powstała szkoła podstawowa. Pierwszym nauczycielem był p. Leluciński, który w 1905 r. ufundował chorągiew transborską z napisem: „Boże zbaw Polskę”. Na czele procesji z Transboru odprowadził on chorągiew do kościoła w Latowiczu. W latach 1913–1914 wybudowano drewniany budynek szkolny. W 1915 r. założono Ochotniczą Straż Pożarną. W 1963 r. powstało Koło Gospodyń Wiejskich. Dnia 16 października 1963 r. spłonął drewniany budynek szkolny i w latach 1968-1969 wzniesiono murowany budynek szkoły w Transborze. W 1968 r. nadano szkole imię Władysława Broniewskiego. W 1970 r. wieś liczyła 415 mieszkańców, a w 2000 r. 397 mieszkańców. Przyrost naturalny w latach 1970-2000 wyniósł -4,3%. W 1988 r. we wsi były 84 domy, a w 2009 r. - 91 domów.

## Etymologia
Nazwa Transbór brzmiała niegdyś Trębyczbor (w 1540 r. zapisano Trąbyczbor, w 1565 r. - Trembiczbor, w 1569 r. - Trebiczboczku, w 1576 r. - Trebiczbor, w 1613 r. - Trembizbor, w 1660 r. - Trembiczbor, 1662 r. - Trębidzbor, a od 1765 r. zapisywano Transbór lub Tranzbor) i sugeruje, że w tym miejscu trzebiono czyli wycinano las.

## Zabytki
- Kaplica pw. Św. Franciszka, murowana, z czerwonej cegły, wzniesiona w 1905 r. na miejscu karczmy, która spłonęła. Wewnątrz w barokowym ołtarzu obraz Św. Franciszek zdejmujący ciało Chrystusa z krzyża.